# Ta pravá
Ta pravá je studiové album českého zpěváka Karla Gotta, poslední vydané za jeho života. Vydal jej Supraphon v červnu 2018 a obsahuje celkem dvanáct písní, na kterých se autorsky podílel mimo jiné Marek Ztracený, který napsal titulní píseň. Dále se na desce nachází coververze zahraničních písní s českými texty, které napsali například Radůza, Zdeněk Borovec, Michael Prostějovský a Eduard Krečmar. Album bylo pokřtěno v pražské Malostranské besedě a jejím kmotrem byl Marek Ztracený. První písně Karel Gott nahrál už v roce 2013, avšak kvůli velkému pracovnímu vytížení se k dalšímu nahrávání vrátil až roku 2014. Album bylo v polovině, když Karel Gott onemocněl rakovinou a k nahrávání písní se vrátil až na sklonku roku 2017 a začátku roku 2018, kdy natočil titulní píseň Ta pravá.

## Seznam skladeb
1. Bez tebe mám v duši splín (Love Really Hurts Without You) – 2:47
2. Jsi v srdci mém (You'll Be in My Heart) – 4:48
3. Nedáš mi spát (Unchain My Heart) – 3:46
4. Ta dáma ví své (Lady in Red) – 3:49
5. Na sedm strun budu hrát (Can't Take My Eyes Off You) – 3:35
6. Možná zítřky nepřijdou (If Tomorrow Never Comes) – 3:40
7. Zpívat dívce, kterou mám rád (Somethin' 'Bout You Baby I Like) – 2:25
8. Sám Bůh ví jen (Somewhere Out There) – 3:43
9. Hvězda má tě vést (Weil die Hoffnung nie vergeht) – 4:13
10. Závrať (Hot Stuff) – 3:11
11. Chci tě líbat (When I Need You) – 4:56
12. Ta pravá – 3:36

## Produkce
Zpěv: Karel Gott (1-12), Dasha (8)
Sbor: Dasha, Taťána Roskovcová, Naďa Wepperová, Jiří Březík (1, 2, 3, 7, 9, 10, 11)
Petr ORM - klávesy, programování (1, 3, 4, 5, 6, 8, 10)
Pavel ORM - kytary(1, 3, 4, 5, 6, 8, 10)
Josef Štěpánek - španělské kytary, steel kytara, kytary (4, 6, 12)
Ondřej Hájek - kytary (11)
Jan Jakubec - bass (11)
Jan Cidlinský - basa (12)
Pavel Bříza - bicí (1, 3, 5, 6, 7, 8)
Roman Vícha - bicí (11)
David Solař, Daniel Hádl - programování, klávesy (11)
Marek Ztracený - piano (12)
Dechy: Vladmir Secký, Stanislav Zeman, Smyčcový orchestr, dhs studio orchestra